# Branko Bošnjak
Branko Bošnjak (14 de enero de 1923 - 18 de junio de 1996) fue un filósofo croata, miembro de la Escuela de la praxis de Yugoslavia. Bošnjak fue profesor en la Facultad de Filosofía de la Universidad de Zagreb y durante un período director del Departamento de Historia de la Filosofía y decano de la facultad. Fue miembro de la Academia de Ciencias y Artes de Croacia. Murió en Zagreb y fue enterrado en el cementerio de Mirogoj. Los principales campos de interés de Bošnjak fueron filosofía de la religión y la historia de la filosofía.  Como filósofo marxista Bošnjak adopta el materialismo dialéctico en su trabajo.  
En 1965, fuertemente influenciado por el existencialismo, Bošnjak publicó La filosofía y el cristianismo. En él, Bošnjak niega la posibilidad de conocer un Dios del cristianismo y "el valor específico de la solución del sentido de la vida". Para Bošnjak la religión es una ilusión producida por el miedo a la muerte que "en vez de liberarnos, duplicaría la tragedia: la muerte y lo ilusorio de la fe". La filosofía de Bošnjak termina "en un nihilismo del hombre como fenómeno cósmico, tratando de superarlo en la historia mediante tareas de humanización de las condiciones en que vive y en una sociedad socialista".

## Obras
Sus principales obras son:
- Historia de la Filosofía como Ciencia (1958)
- Logos y dialéctica (1961)
- Filosofía y cristianismo (1966)
- La crítica filosófica griega a la Biblia (1971)
- El significado de la existencia filosófica (1981)
- Filosofía e Historia (1983)
- Historia de la Filosofía (1993)